# Список втрачених природоохоронних територій Черкаської області

## Заповідники
Прохорівський заповідник — один з перших природних заповідників республіканського значення, що діяли в радянській Україні в 1930-х роках. Знаходився у веденні ВУАН (Всеукраїнська академія наук). Розташований в Черкаській області в Канівському районі поблизу с. Прохорівка. Мав статус республіканського значення. Площа заповідника 25 га.

## Заказники
| Назва та категорія                 | Розташування | Рішення про оголошення                                   | Рішення про скасування                                       | Опис |
| ---------------------------------- | --- | -------------------------------------------------------- | ------------------------------------------------------------ | --- |
| Бакаївський гідрологічний          | с. Хрестителеве Чорнобаївського району                                                                                      | Рішення облвиконкому № 597 від 28.11.1979 р.             | Рішення Черкаської обласної ради № 95 від 22 травня 1990     | Болотний масив-регулятор водного режиму району. При створені було заборонено осушення. Площа — 10,9 га. Причина скасування: болото висохло. |
| Биченкова балка гідрологічний      | с. Нечаєве Шполянського району                                                                                              | Рішення облвиконкому № 597 від 28.11.1979 р.             | Рішення Черкаської обласної ради № 95 від 22 травня 1990     | Болотний масив-регулятор водного режиму району. При створені було заборонено осушення. Площа — 53,9 га. Причина скасування: болото висохло. |
| Будянський ботанічний              | Кв. 15 вид. 10 Будянського лісництва Смілянського лісгоспу                                                                  | Рішення облвиконкому № 12 від 02.01.1982 р.              | Рішення Черкаської обласної ради № 95 від 22 травня 1990     | Збереження конвалії і чистотілу. Площа – 0,5 га. Статус скасовано, тому що насадження перейшло в старшу вікову групу і лікарські рослини зникли. |
| Варичів гідрологічний              | с. Капустине Шполянського району                                                                                            | Рішення облвиконкому № 597 від 28.11.1979 р.             | Рішення Черкаської обласної ради № 95 від 22 травня 1990     | Болотний масив-регулятор водного режиму району. При створені було заборонено осушення. Площа — 62,9 га. Причина скасування: болото висохло. |
| Винокурня «Пелихів яр»             | с. Лебедин Шполянського району                                                                                              | Рішення облвиконкому № 597 від 28.11.1979 р.             | Рішення Черкаської обласної ради № 95 від 22 травня 1990     | Болотний масив-регулятор водного режиму району. При створені було заборонено осушення. Площа — 26,7 га. Статус скасовано тому що болото висохло. |
| Вільшанський іхтіологічний         | Частина акваторії Кременчуцького водосховища перед гирлом р. Вільшанки та р. Вільшанка на ділянці від гирла до с. Байбузи   | Рішення Черкаського облвиконкому № 367 від 27.06.1972 р. | Рішення обласної ради № 177 від 19.03.1976                   | Місце концентрації та нагулу цінних видів риб — судака, в'язя, коропа, щуки та інших. Площа — 100 га. |
| Гнилий Ташлик гідрологічний        | с. Надточаївка Шполянського району                                                                                          | Рішення облвиконкому № 597 від 28.11.1979                | Рішення Черкаської обласної ради № 95 від 22 травня 1990     | Болотний масив-регулятор водного режиму району. При створені було заборонено осушення. Площа — 2,8 га. Причина скасування: болото висохло. |
| Гончарний гідрологічний            | с. Лозуватка Шполянського району                                                                                            | Рішення облвиконкому № 597 від 28.11.1979                | Рішення Черкаської обласної ради № 95 від 22 травня 1990     | Болотний масив-регулятор водного режиму району. При створені було заборонено осушення. Площа — 4,9 га. Причина скасування: болото висохло. |
| Горно-Тікичський орнітологічний    | став біля с. Острожани | Рішення облвиконкому № 288 від 13.05.1975                | Рішення обласної ради № 177 від 19.03.1976                   | Площа — 1560 га. Єдине в області місце постійного гніздування сірих гусей. Різноманітна з болотно-лугова рослинність, наявність важкодоступних островів створюють сприятливі умов для розмноження пернатої дичини. |
| Канівський                         | в частині Кременчуцького водосховища на ділянці 10 км вниз за течією від греблі Канівської ГЕС                              | Рішення облвиконкому № 367 від 27.06.1972                | Рішення обласної ради № 177 від 19.03.1976                   | Виділений як місце концентрації та нагулу цінних видів риб — судака, в'язя, коропа, щуки та інших. Площа — 10 000 га. |
| Криничанський ентомологічний       | с. Бобриця Канівського району                                                                                               | Рішення облвиконкому № 205 від 14.04.1983                | Рішення Черкаської обласної ради № 95 від 22 травня 1990     | Болотний масив-регулятор водного режиму району, місце поселення ентомофагів. Головне обмеження при створені - заборона осушення. Перебував у віданні радгоспу «Більшовик». Площа — 0,5 га. Причина скасування: «комахи зникли». |
| Мисливський бір гідрологічний      | с. Ярославка Шполянського району                                                                                            | Рішення облвиконкому № 597 від 28.11.1979                | Рішення Черкаської обласної ради № 95 від 22 травня 1990     | Болотний масив-регулятор водного режиму району. Головне обмеження при створені - заборона осушення. Площа — 30,2 га. Причина скасування: болото висохло. |
| Мліївський ботанічний              | кв. 15, вид. 2 Мліївського лісництва Смілянського лісгоспу                                                                  | Рішення облвиконкому № 12 від 02.01.1982 р.              | Рішення Черкаської обласної ради № 95 від 22 травня 1990     | Створений для збереження барвінку хрещатого. Площа — 2 га. Причина скасування: барвінок хрещатий зник після вирубки головного користування. |
| Озеро «Криве»                      | с.Келеберда Канівського р-ну                                                                                                | Рішення облвиконкому № 367 від 27.06.1972 р.             | Рішення обласної ради № 177 від 19.03.1976 р.                | Площа – 300 га, знаходилася під охороною Канівської ради УТМР. Резерват цінної фауни - бобрів, козуль, зайців, диких качок. Статус скасовано без зазначення причини. Ймовірно входить до заказника Тарасів Обрій. |
| П'ятипільський гідрологічний       | с. Сушки Канівського району                                                                                                 | Рішення облвиконкому № 597 від 28.11.1979                | Рішення Черкаської обласної ради № 95 від 22 травня 1990     | Болотний масив-регулятор водного режиму району. Головне обмеження при створені - заборона осушення. Перебував у віданні колгоспу «Зоря комунізму». Площа — 46 га. Статус скасовано тому що болото висохло. |
| Павликів берег гідрологічний       | с. Топильна Шполянського району                                                                                             | Рішення облвиконкому № 597 від 28.11.1979                | Рішення Черкаської обласної ради № 95 від 22 травня 1990     | Болотний масив-регулятор водного режиму району. При створені було заборонене осушення. Площа — 53,9 га. Причина скасування; болото висохло. |
| Паліївський гідрологічний          | с. Павлівка Звенигородського р-ну                                                                                           | Рішення облвиконкому № 597 від 28.11.1979                | Рішення Черкаської обласної ради № 95 від 22 травня 1990     | Болотний масив-регулятор водного режиму району. При створені було заборонене осушення. Площа — 37 га. Був у віданні колгоспу «Прохорівський». Причина скасування: болото висохло. |
| Писарівський ентомологічний        | с. Сушківка | Рішення обласної ради від 21.11.1984 р.№ 354             | Рішення обласної ради № 15-4 від 08.04.2000 р.               | Площа – 1 га. Причина скасування: зникнення на території комах-ентомофагів. |
| Прохорівський гідрологічний        | с. Сушки | Рішення облвиконкому від 28.11.1979 р. № 597             | Рішення Черкаської обласної ради № 95 від 22 травня 1990 р.  | Болотний масив-регулятор водного режиму району. При створені було заборонене осушення. Перебував у віданні колгоспу «Зоря комунізму». Площа — 25 га. Причина скасування: болото висохло. |
| Сердюківський ентомологічний       | с. Сердюківка Смілянського району                                                                                           | Рішення облвиконкому № 205 від 14.04.1983                | Рішення Черкаської обласної ради № 95 від 22 травня 1990 р.  | Болотний масив-регулятор водного режиму району. При створені було заборонене осушення. Перебував у віданні колгоспу ім. Ворошилова. Площа — 3 га. Причина скасування: комахи зникли. |
| Скарбові гідрологічний             | с. Терешки Шполянського району                                                                                              | Рішення облвиконкому від 28.11.1979 р. № 597             | Рішення Черкаської обласної ради № 95 від 22 травня 1990 р.  | Болотний масив-регулятор водного режиму району. При створені було заборонене осушення. Перебував у віданні колгоспу ім. Шевченка. Площа — 7,8 га. Причина скасування: болото висохло. |
| Смілянський ботанічний             | кв. 3 вид. 6 Смілянського лісництва Смілянського лісгоспзагу                                                                | Рішення облвиконкому від 28.11.1979 р. № 597             | Рішення Черкаської обласної ради № 95 від 22 травня 1990 р.  | Створювався для збереження конвалії і звіробою. Площа — 23 га. Причина скасування: насадження перейшло в старшу вікову групу і лікарські рослини зникли. |
| Соїв гідрологічний                 | с. Соболівка Шполянського району                                                                                            | Рішення облвиконкому від 28.11.1979 р. № 597             | Рішення Черкаської обласної ради № 95 від 22 травня 1990 р.  | Болотний масив-регулятор водного режиму району. При створені було заборонене осушення. Площа — 5,4 га. Причина скасування: болото висохло. |
| Соловйові яри гідрологічний        | с. Вільховець Звенигородського району                                                                                       | Рішення облвиконкому від 28.11.1979 р. № 597             | Рішення Черкаської обласної ради № 95 від 22 травня 1990 р.  | Болотний масив-регулятор водного режиму району. При створені було заборонене осушення. Площа — 25 га. Перебував у віданні колгоспу імені Леніна. Причина скасування: болото висохло. |
| Стадницький                        | кв. 82 вид. 1 Вільхівського лісництва Золотоніського лісгоспзаг                                                             | Рішення облвиконкому № 12 від 02.01.1982 р.              | Рішення обласної ради від 21.11.1984 р. № 354                | В рослинному покриві — лікарські рослини конвалія і кропива. Площа — 2 га. Причина скасування: лісосіка 1983 року. |
| Старокладбищенський ентомологічний | околиця м. Тального | Рішення облвиконкому № 205 від 14.04.1983                | Рішення Черкаської обласної ради № 95 від 22 травня 1990 р.  | Болотний масив-регулятор водного режиму району. При створені було заборонене осушення. Перебував у віданні колгоспу «Здобуток Жовтня». Площа — 3 га. Місце поселення ентомофагів. Причина скасування: комахи зникли. |
| Струшевий гідрологічний            | поблизу с. Лебедин Шполянського району                                                                                      | Рішення облвиконкому від 28.11.1979 р. № 597             | Рішення Черкаської обласної ради № 95 від 22 травня 1990 р.  | Болотний масив-регулятор водного режиму району. При створені було заборонене осушення. Площа — 13,9 га. Причина скасування: болото висохло. |
| Сулинський                         | у акваторії Сулинської затоки в межах створу «“Жовнівська круча” — Мозоліївка» і р. Сула на ділянці від гирла до с. Бурімка | Рішення облвиконкому № 367 від 27.06.1972 р.             | Рішення обласної ради № 177 від 19.03.1976 р.                | Ммісце концентрації та нагулу цінних видів риб — судака, в'язя, коропа, щуки та інших. Знаходився під охороною Кременчуцької держрибінспекції. Площа — 2500 га. Статус скасовано без зазначення причини в рішенні обласної ради. В подальшому на місці заказника утворені інші заказники, а згодом — Нижньосульський національний природний парк. |
| Яцунівський гідрологічний          | поблизу с. Ново-Українка Звенигородського району                                                                            | Рішення облвиконкому від 28.11.1979 р. № 597             |                                                              | Болотний масив-регулятор водного режиму району. При створені було заборонене осушення. Перебував у віданні колгоспу «Дніпро». Площа — 24,6 га. |
| Озеро гідрологічний                | село Руська Поляна Черкаського району Черкаської області.                                                                   | Рішення Черкаської обласної ради від 08.04.2000 №15-4    | Рішення Черкаської обласної ради від 16.12.2016 № 10-13/VII. | Штучно створена водойма, місце відпочинку населення. Площа - 0,28 га. Статус скасовано зв'язку із втратою природоохоронного, наукового, естетичного, пізнавального та культурного значення. |

## Пам'ятки природи
| Назва та категорія                                     | Розташування                                                      | Рішення про оголошення                           | Рішення про скасування                                     | Опис |
| ------------------------------------------------------ | ----------------------------------------------------------------- | ------------------------------------------------ | ---------------------------------------------------------- | --- |
| Борисів потік                                          | Землі колгоспу "Більшовик" Канівського р-ну, с. Бучак             | Рішення облвиконкому № 597 від 28.11.1979 р.     | Рішення обласної ради № 95 від 22.05.1990                  | Типовий розріз складчастих структур середньої частини Трахтемирівського блоку дислокацій. Відслонення порід юри, верхньої крейди, палеоцену і плейстоцену. Площа - 2,4 га. |
| Високопродуктивне насадження сосни                     | кв. 158, вид. 3 Дубіївського лісництва                            | Рішення Черкаського облвиконкому 21.11.1984 р.   | Рішення Черкаської обласної ради № 15-4 від 08.04.2000 р.  | Площа — 90 га. Статус скасовано по причині зараження лісу сосновою губкою. |
| Віковий дуб                                            | кв. 37, вид 3 Потаського лісництва                                | Рішення Черкаського облвиконкому 21.11.1984 р.   | Рішення Черкаської обласної ради № 15-4 від 08.04.2000 р.  | Площа — 0,9 га. Статус скасовано по причині всихання дерева. |
| Дуб «Внук»                                             | хутір Буда, урочище «Кириківка».                                  | 1972 р.                                          | Рішення Черкаської обласної ради від 25.03.2016 № 4-13/VII | Площа — 0,01 га, Екземпляр дуба черешчатого поруч із Дубом Максима Залізняка. На початку 2000-х дуб засох. |
| Дерева тополі білої                                    | кв. 14 вид. 2 Велико-Бурімського лісництва Золотоніського ДЛГ     | Рішення облвиконкому № 288 від 13.05.1975        | Рішення Черкаської обласної ради № 14-21 від 28.04.1993    | Площа – 0,3 га. Дерево 1. Вік 60 років, висота 30 м., діаметр 3,4 м. Дерево 2. Вік 60 років, висота 28 м., діаметр стовбура - 3,7 м. Дерево 3. Вік 60 років, висота 28 м., діаметр 3,5 м. Рішенням про створення оголошено три окремі пам’ятки природи, а скасування відбулось, немов це одна пам’ятка із зазначенням причини «дерева впали і пошкоджені бурею». |
| Дерево Дубу                                            | кв.8 Сахнівськаого лісництва Корсунь-Шевченківського ДЛГ          | Рішення облвиконкому № 597 від 28.11.1979        | Рішення Черкаської обласної ради №14-21 від 28.04.1993     | Площа – 0,1 га. Дерево дубу віком 400 років, висота 30 м., діаметр 114 см. Причина скасування: «дерево всохло». |
| Дуб Богдана Хмельницького в урочищі «Виграївська дача» | Околиці с. Виграїв, Корсунь-Шевченківський район                  | Рішення облвиконкому № 367 від 27 червня 1972    | Рішення обласної ради № 12 від 12.01.1982 р.               | Дуб віком 800 років, пов'язаний з перебуванням тут Б. Хмельницького. |
| Дуб Киричка                                            | кв.70.Яснозірського лісництва Консунь-Шевченківсьвкого ДЛГ        | Рішення облвиконкому № 597 від 28.11.1979        | Рішення обласної ради №14-21 від 28.04.1993 р.             | Площа – 0,01 га. Древо дубу віком 500 років, висота 30 м., діаметр 220 см. Статус скасовано через пошкодження дерева бурею. |
| Дуб красень                                            | Таганчанське лісництво Корсунь-Шевченківського лісгоспзагу, кв 18 | Рішення облвиконкому № 597 від 28.11.1979        | Рішення обласної ради № 354 від 21.11.1984 р.              | Площа – 0,01 га. Древо дубу віком 150 років, висота 31 м., діаметр 120 см. Статус скасовано через всихання дерева. |
| Дуб Устима Жука                                        | Урочище "Валявська дача" Городищенського району Смілянського ДЛГ  | Рішення облвиконкому № 288 від 13.05.1975        | Рішення Черкаської обласної ради №14-21 від 28.04.1993 р.  | Площа – 0,03 га. Вік дерева - 250 років, висота 25 м, діаметр стовбура - 1,5 м., діаметр крони - 30 кв м. Статус скасовано через всихання дерева. |
| Колонія сірих чапель                                   | Чигиринське лісництво Чигиринського лісгоспзагу, кв 9             | Рішення облвиконкому № 367 від 27 червня 1972 р. | Рішення обласної ради № 354 від 21.11.1984 р.              | Площа – 5 га. Охоронялась колонія сірої чаплі, біля 200 гнізд. Статус скасовано із зазначенням причини «птахи відлетіли». |
| Лісові культури модрини сибірської                     | кв.59 вид.11. Сунківського лісництва Смілянського лісгоспу        | Рішення облвиконкому № 367 від 27 червня 1972 р. | Рішення обласної ради № 95 від 22.05.1990 р.               | Ділянка лісу 6,5 га модрини сибірської віком 120 років. Увійшла до складу заказника Сунківський-1. |
| Мінеральне джерело Радон                               | м. Звенигородка                                                   | Рішення облвиконкому № 367 від 27 червня 1972 р. | Рішення обласної ради № 354 від 21.11.1984 р.              | Площа - 0,2 га. Мінеральна вода з лікувальними властивостями. Статус скасовано оскільки джерело експлуатується. |
| Мінеральне джерело Тальнівське                         | м. Тальне                                                         | Рішення облвиконкому № 367 від 27 червня 1972 р. | Рішення обласної ради № 354 від 21.11.1984 р.              | Площа - 0,3 га. Мінеральна вода з лікувальними властивостями. Статус скасовано оскільки джерело експлуатується. |
| Насадження вільхи                                      | кв. 66 Михайлівського лісництва Канівського ДЛГ                   | Рішення облвиконкому № 597 від 28.11.1979 р.     | Рішення Черкаської обласної ради №14-21 від 28.04.1993 р.  | Площа – 1 га. Високопродуктивне вільхове насадження. Тип лісу С2. на ділянці 2 дуба діаметром 144 см і 170 см. Статус скасовано з причини: «насадження перестійне і починає суховершити». |
| Насадження сосни веймутової                            | кв. 24, вид. 5 Козачанського лісництва,Звенигородський р-н        | Рішення Черкаського ОВК № 354 від 21.11.1984 р.  | Рішення обласної ради № 15-4 від 08.04.2000 р.             | Площа – 1,1 га. Скасування статусу відбулось по причині всихання насаджень. |
| Насадження ялини звичайної                             | кв. 48, вид. 9 Пехівського лісництва,Звенигородський р-н          | Рішення Черкаського ОВК № 354 від 21.11.1984 р.  | Рішення обласної ради № 15-4 від 08.04.2000 р.             | Площа – 0,9 га. Скасування статусу відбулось по причині всихання насаджень. |
| Юдова яма                                              | Східна околиця с. Хмільна, садиба гр.Хоменка Д.С.                 | Рішення облвиконкому № 597 від 28.11.1979 р.     | Рішення облвиконкому № 354 від 21.11.1984 р.               | Площа - 0,02 га. Залишок русла р. Рось, яка протікала в цьому місці в ХІХ ст. озеро, заросле очеретом. Причина скасування: озеро висохло. |

## Парки-пам'ятки садово-паркового мистецтва
| Назва та категорія                           | Розташування                                     | Рішення про оголошення                     | Рішення про скасування                         | Опис |
| -------------------------------------------- | ------------------------------------------------ | ------------------------------------------ | ---------------------------------------------- | --- |
| Міський парк (сквер)                         | смт Монастирище                                  | Рішення облвиконкому № 288 від 13.05.1975  | Рішення обласної ради № 354 від 21.11.1984     | Вікові дерева дуба по 250 років, ясена, клена, сосни і ялини по 100-150 років. Місце відпочинку трудящих. Площа — 0,6 га. Статус скасовано із зазначенням причини «не відповідає вимогам нової класифікації»                                                  |
| Міський парк                                 | смт Монастирище                                  | Рішення облвиконкому № 288 від 13.05.1975  | Рішення обласної ради № 354 від 21.11.1984     | Насадження різних порід 30-60 років, окремі дерева віком понад 100 років. Місце масового відпочинку населення. Площа — 3,2 га. Причина скасування: не відповідає вимогам нової класифікації.                                                                  |
| Парк                                         | поблизу хутора Згарь Золотоніського району       | Рішення облвиконкому № 367 від 27.06.1972  | Рішення обласної ради № 354 від 21.11.1984     | Парк по обидва боки шляху Київ-Черкаси, дерева розміщені біогрупами. В підніжжі парку р. Суха Згарь з озером. Місце відпочинку. Площа — 7,5 га. Причина скасування: не відповідає вимогам нової класифікації.                                                 |
| Парк відпочинку (Парк ім. Прокопа Макаренка) | с. Дзензелівка Маньківського району              | Рішення облвиконкому № 367 від 27.06.1972  | Рішення обласної ради № 354 від 21.11.1984     | Площа — 0,6 га. Парк у центрі села. Причина скасування: не відповідає вимогам нової класифікації. У 2016 р. розпорядженням сільського голови парку присвоєна нова назва — «Парк ім. Прокопа Макаренка» («на честь людини, яка перетворила село на село-сад»). |
| Парк Довжик                                  | Південно-східна околиця м. Сміли                 | Рішення облвиконкому № 367 від 27.06.1972  | Рішення обласної ради № 354 від 21.11.1984     | Оригінальний рельєф з виходом на р. Тясмин. Зона відпочинку. Площа — 31 га. Причина скасування: не відповідає вимогам нової класифікації. |
| Парк зі ставом                               | смт Цибулів Монастирищенського району            | Рішення облвиконкому № 288 від 13.05.1975  | Рішення обласної ради № 354 від 21.11.1984     | Насадження цінних порід дерев віком 70 років. Поруч ставок. Місце відпочинку трудящих. Площа — 3,5 га. Причина скасування: не відповідає вимогам нової класифікації.                                                                                          |
| Парк Т. І. Берушвілі                         | поблизу с. Босівка Лисянського району            | Рішення облвиконкому № 367 від 27.06.1972  | Рішення обласної ради № 354 від 21.11.1984     | Місце відпочинку трудящих. Молодий парк — колекція цінних порід дерев». Площа — 0,5 га. Причина скасування: не відповідає вимогам нової класифікації. |
| Парк у м. Золотоноша                         | м. Золотоноша, по вул.Семенівська                | Рішення обласної ради № 354 від 21.11.1984 | Рішення обласної ради № 15-4 від 08.04.2000 р. | Площа – 0,2 га. Причина скасування: невідповідність вимогам класифікації. |
| Парк Ястребйова                              | м. Звенигородка                                  | Рішення облвиконкому № 288 від 13.05.1975  | Рішення обласної ради № 354 від 21.11.1984     | Площа — 1,2 га. Колекція цінних порід дерев та кущів. Місце відпочинку трудящих. Причина скасування: не відповідає вимогам нової класифікації. |
| Цінні соснові насадження                     | кв. 43 Михайлівського лісництва Канівського ГЛМС | Рішення облвиконкому № 288 від 13.05.1975  | Рішення облвиконкому № 354 від 21.11.1984 р.   | Цінне соснове насадження 1 групи віком 110 років. Тип лісу В2. На ділянці — релікт флори — вовче лико. Площа — 29 га. Причина скасування: Ділянка зрубана у відповідності з планом організації лісового господарства                                          |

## Заповідні урочища
| Назва та категорія | Розташування                                                         | Рішення про оголошення                    | Рішення про скасування                                   | Опис |
| ------------------ | -------------------------------------------------------------------- | ----------------------------------------- | -------------------------------------------------------- | --- |
| Батурова гора      | У колишньому с. Зарубинці                                            | Рішення облвиконкому № 597 від 28.11.1979 | Рішення Черкаської обласної ради № 95 від 22 травня 1990 | Причина створення: на лісовій площі ділянки ковили-тирси і айстри. Охоронний режим: заборонено залісення та терасування схилів. Площа — 3 га. Статус скасовано із зазначенням причини «втратило цінність» |
| Жовнівські острови | кв.50-59 Великобурімське лісництво, Золотоніське лісове господарство | Рішення облвиконкому від 07.07.1972 року  | Рішення Черкаської обласної ради №17-6/IV від 17.08.2004 | Площа – 534 га. Скасування статусу відбулось по причині лісової пожежі, що пошкодила територію заповідного урочища |
| Козацький шпиль    | Канівський р-н, с. Бучак                                             | Рішення облвиконкому № 597 від 28.11.1979 | Рішення обласної ради № 95 від 22.05.1990                | Ділянка рідкісного ландшафту з асоціаціями — ковили-тирси, ковили пірчастої, сону чорніючого та інших степових рослин. Складка-підкид з юрською фауною, канвськими підмореними пісками, опорний розріз юрських відкладів. Охоронний режим: заборонено залісення та терасування схилів. Площа — 5 га. Скасування статусу відбулось при будівництві ГАЕС у м. Каневі. |
| Перуни             | кв. 82 Михайлівського лісництва Канівської ГЛМС                      | Рішення облвиконкому № 597 від 28.11.1979 | Рішення обласної ради № 354 від 21.11.1984               | Ділянка старого складного субору з віковими дубами і соснами. Рідкісні еталонні асоціації. Площа - 16 га. Причина скасування: ділянка зрубана у відповідності з планом організації лісового господарства. У 2002 р. відновлено на площі 2 га. |
| Плаунова долина    | Канівський район                                                     | Рішення облвиконкому № 597 від 28.11.1979 | Рішення обласної ради № 95 від 22.05.1990                | Ділянка сосново-березового лісу з плауном булавовидним». Охоронний режим: в процесі догляду за лісом заборонено заліснювати. Перебувало у віданні колгоспу «Радянська Україна». Площа — 0,3 га. Причина скасування: плаун булавовидний зник. |
| Скригулівське      | с. Піщане Золотоніського району                                      | Рішення облвиконкому від 07.07.1972 року  | Рішення обласної ради № 354 від 21.11.1984               | Дубові насадження 100—120 років, 200 метрів до р. Супій. Площа — 5,5 га. Причина скасування: не відповідає вимогам нової класифікації. |

## Галерея

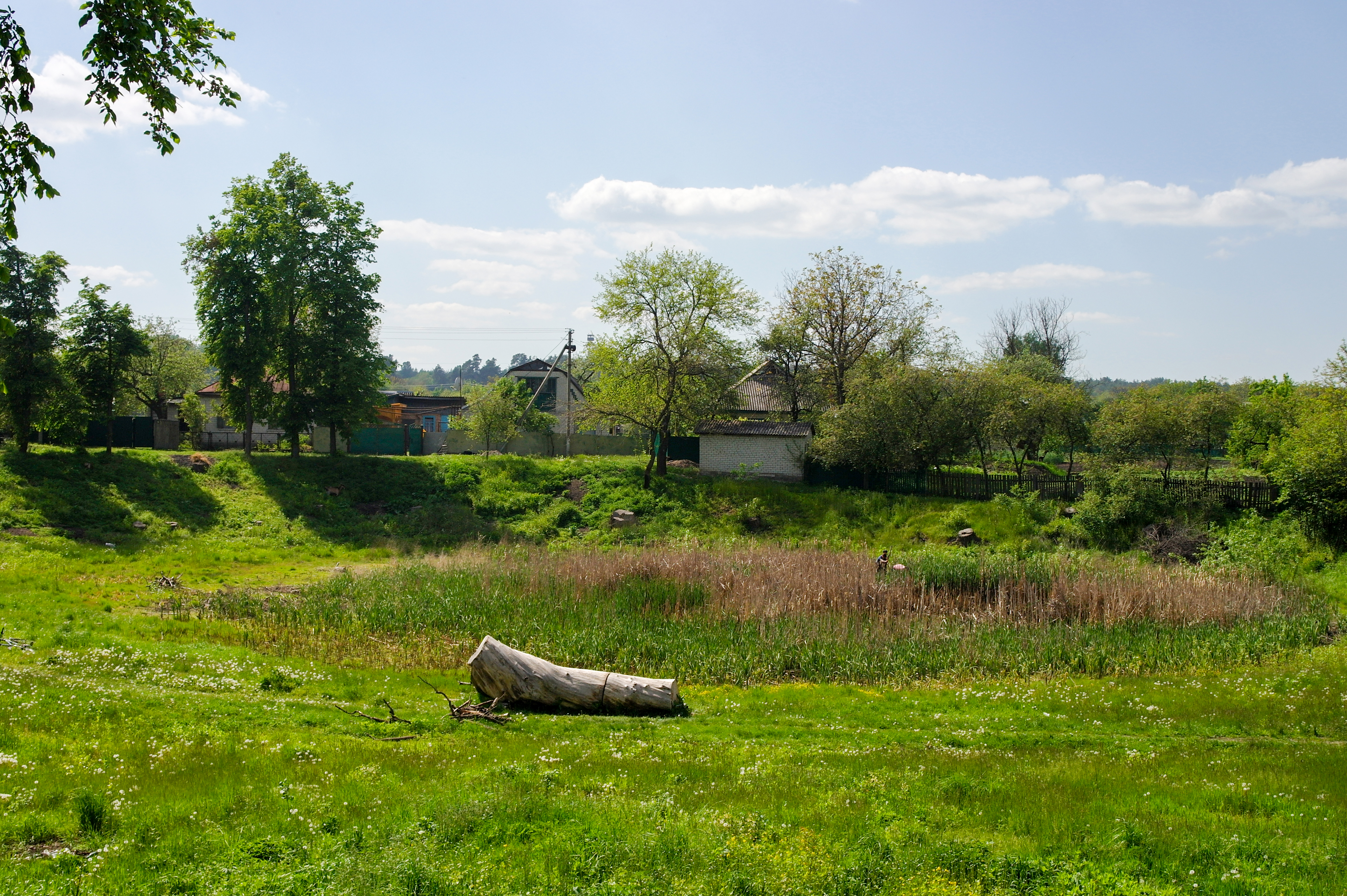
Гідрологічний заказник "Озеро", статус якого скасовано 2016 року
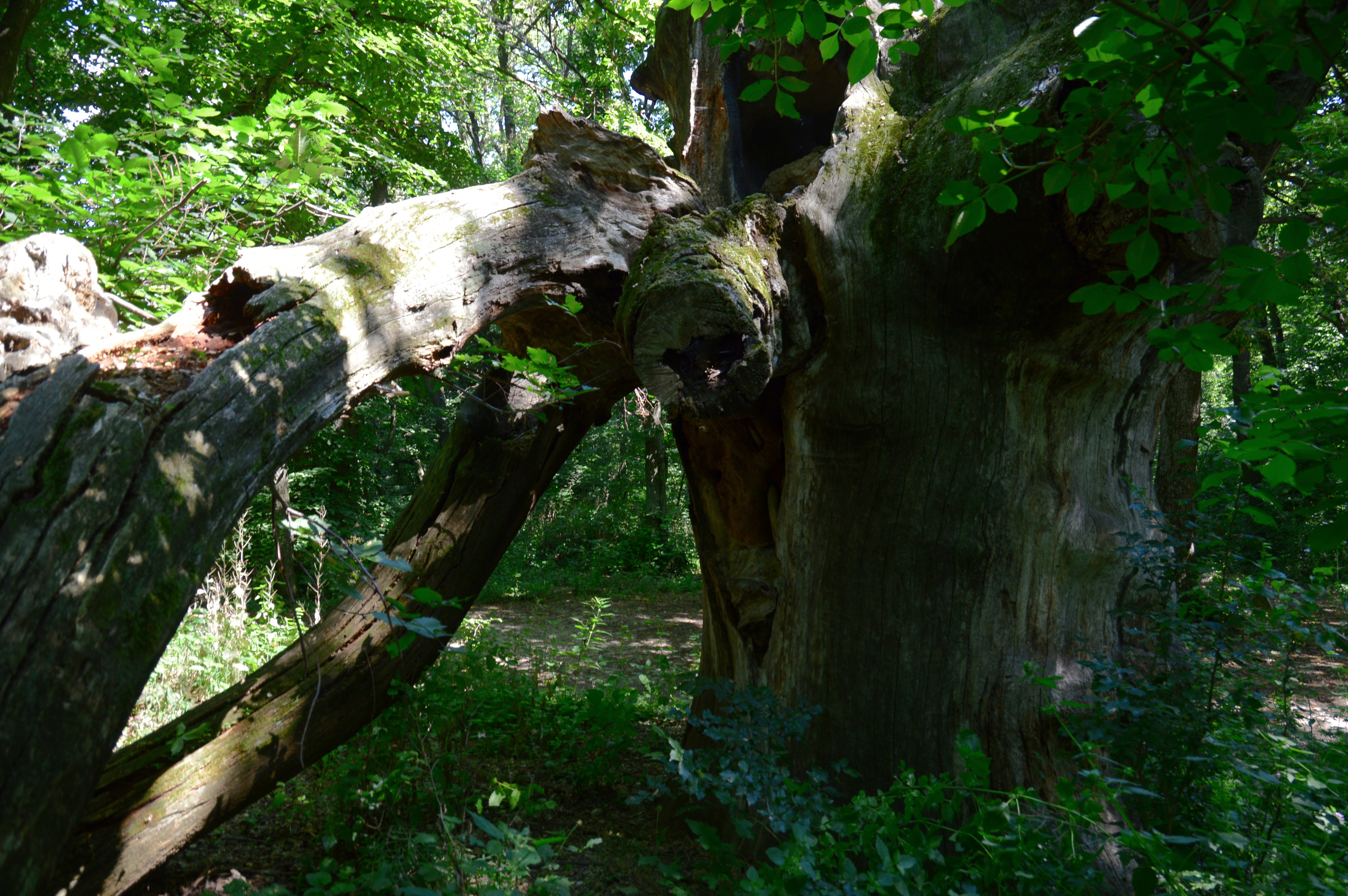
Залишки пам'ятки "Дуб Богдана Хмельницького"